# 하파에우 지 안드라지 비텡코흐 피녜이루
하파에우 지 안드라지 비텡코흐 피녜이루(포르투갈어: Rafael de Andrade Bittencourt Pinheiro, 1982년 3월 3일 ~ )는 하파에우라고도 알려진 브라질의 전 축구 선수다.